# Hrabstwo Carter (Kentucky)
Carter – hrabstwo w stanie Kentucky w USA. Siedzibą hrabstwa jest Grayson.
Hrabstwo Carter zostało ustanowione w 1838 roku.

## Miasta
- Grayson
- Olive Hill